# Liste von Eisenbahnunfällen in den Vereinigten Staaten
Die Liste von Eisenbahnunfällen in den Vereinigten Staaten führt in chronologischer Reihenfolge Unfälle im US-amerikanischen Schienenverkehr auf, bei denen der Verlust von Menschenleben zu beklagen war oder großer Schaden verursacht wurde.

## 19. Jahrhundert

### Bis 1879

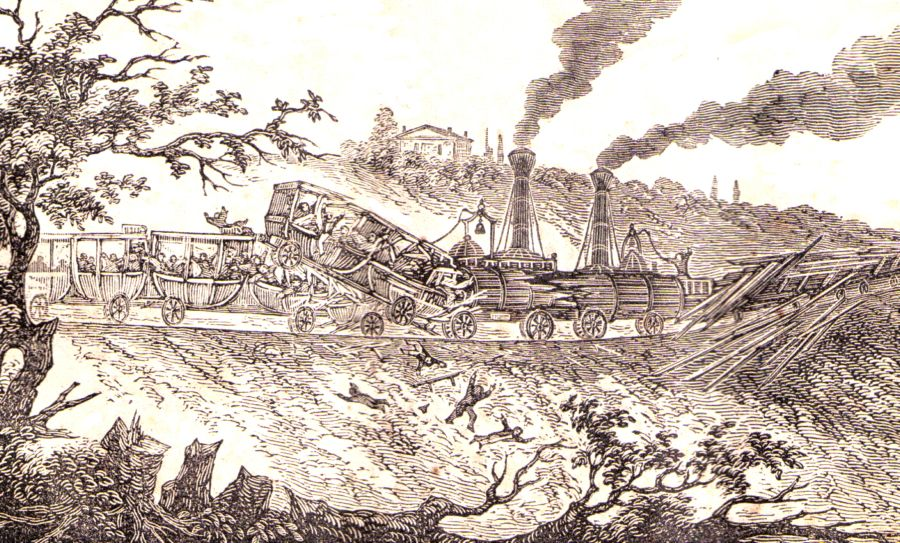
Frontalzusammenstoss bei Suffolk

- Beim Eisenbahnunfall von Hightstown entgleiste aufgrund eines Heißläufers mit anschließendem Achsbruch am 8. November 1833 zwischen Hightstown und Spotswood auf der Bahnstrecke South Amboy–Bordentown ein Zug der Camden and Amboy Railroad. Ein Wagen stürzte um, ein weiterer entgleiste. Dabei wurden zwei Fahrgäste getötet und darüber hinaus 21 der 24 Reisenden verletzt. Es war der erste Eisenbahnunfall, bei dem Fahrgäste eines planmäßig verkehrenden Zuges ums Leben kamen.[1]

- Beim Eisenbahnunfall von Suffolk stießen am 11. August 1837 bei Suffolk, Virginia, zwei Züge frontal zusammen. Drei Reisende starben, Dutzende wurden verletzt. Es war der erste Frontalzusammenstoß zweier Züge mit Todesopfern in der Eisenbahngeschichte.[2]
- Beim Eisenbahnunfall von Andover am 6. Januar 1853 auf der Strecke von Boston nach Lawrence der Boston and Maine Railroad stürzte ein Reisezugwagen wegen eines Achsbruchs eine Böschung hinunter und zerbrach. Reisende in dem Zug waren der soeben neu gewählte Präsident der Vereinigten Staaten, Franklin Pierce, und seine Familie. Einziges Todesopfer des Unfalls war der elfjährige Sohn des Präsidenten.[3]
- Beim Eisenbahnunfall von Norwalk stürzte am 6. Mai 1853 ein Zug aufgrund einer für den Schiffsverkehr geöffneten Drehbrücke beim Bahnhof von Norwalk in den Norwalk River. 48 Menschen starben, 8 wurden vermisst, 30 verletzt. Der Unfall war der erste größere in den Vereinigten Staaten, bei dem eine Brücke eine Rolle spielte.[4]
- Der Eisenbahnunfall von Camp Hill war ein Frontalzusammenstoß zweier Züge. Er ereignete sich am Morgen des 17. Juli 1856 auf einer eingleisigen Strecke bei Wissahickon (heute: Ambler, Pennsylvania) der North Pennsylvania Railroad in der Nähe des Bahnhofs Camp Hill. Die genaue Zahl der Opfer konnte nicht festgestellt werden. Mindestens 59 Menschen starben und mehr als 100 wurden verletzt. Es war der bis dahin schwerste Zugunfall weltweit.[5]
- Der Eisenbahnunfall von Ashtabula ereignete sich am 29. Dezember 1876 in der Nähe der Stadt Ashtabula im US-Bundesstaat Ohio. Nach dem Zusammenbruch einer Brücke stürzte ein Personenzug mit mehr als 150 Personen an Bord 20 Meter tief und ging in Flammen auf. 85 Menschen starben, 63 wurden verletzt. Dies war das schwerste Zugunglück in den Vereinigten Staaten bis zum Eisenbahnunfall von Eden am 7. August 1904.[6]

### 1880–1899

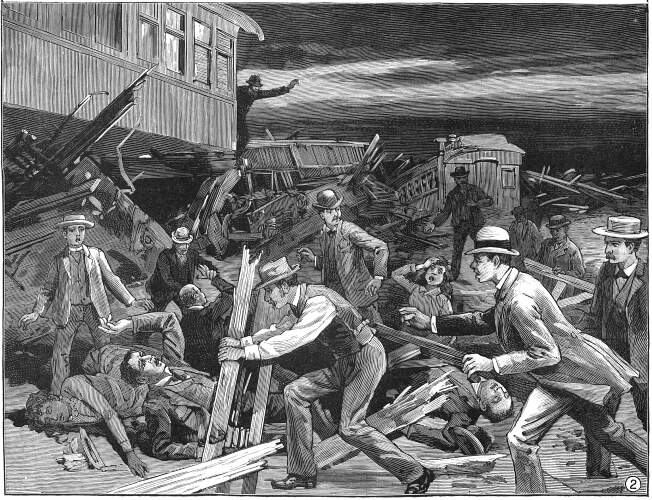
Brückeneinsturz von Chatsworth

- Beim Eisenbahnunfall vom Honey Creek bei Moingona, Iowa, am 6. Juli 1881 stürzte eine Dampflokomotive beim Überqueren einer unterspülten Brücke in den Des Moines River; zwei der vier Eisenbahnmitarbeiter auf der Lok starben.
- Beim Eisenbahnunfall von Roslindale in Massachusetts stürzte am 14. März 1887 eine Brücke unter einem darüber fahrenden Zug ein. 24 Menschen starben.[7]
- Der Eisenbahnunfall von Chatsworth ereignete sich am 10. August 1887 etwa fünf Kilometer östlich von Chatsworth, Illinois, als ein Zug bei der Überfahrt eine Holzfachwerkbrücke zum Einsturz brachte. Die Folge waren mindestens 81 Tote und eine große Zahl von Verletzten.[8]

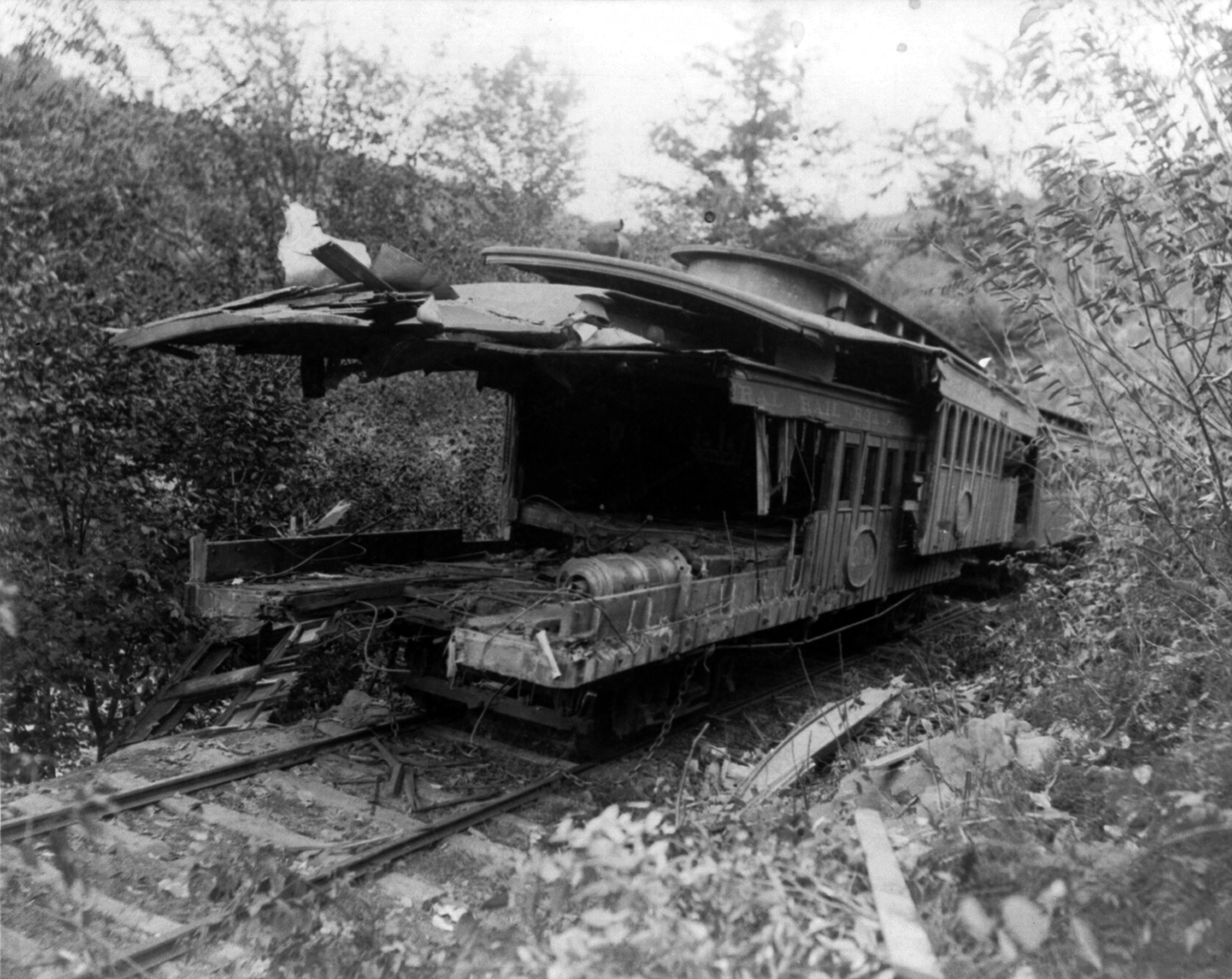
Ineinander geschobene Personenwagen des Auffahrunfalls von Mud Run

- Der Eisenbahnunfall von Mud Run war ein Auffahrunfall am 10. Oktober 1888, der sich in Kidder Township, Carbon County, Pennsylvania, auf einer Strecke der Lehigh Valley Railroad ereignete, als ein „Halt“ zeigendes Signal übersehen wurde, das einen liegen gebliebenen Zug deckte. Bei dem Unfall starben 66 Menschen.[9]
- Der Eisenbahnunfall von Kipton war der Frontalzusammenstoß des Toledo-Express und des Postzuges Nr. 14 der Lake Shore and Michigan Southern Railroad in Kipton, Ohio, am 18. April 1891.[10] Neun Menschen starben. In der Folge des Unfalls wurde die Uhrzeit bei den US-amerikanischen Eisenbahnen weiter standardisiert.
- Der Eisenbahnunfall von Thompson war ein Zusammenstoß von vier Zügen innerhalb von fünf Minuten, der sich am 4. Dezember 1891 nahe dem Bahnhof East Thompson, Connecticut ereignete. Dabei gab es zwei Tote.[11]
- Der Eisenbahnunfall von Atlantic City 1896 war die Flankenfahrt eines Schnellzuges in einen Sonderzug am 30. Juli 1896 westlich von Atlantic City, New Jersey, die 50 Tote zur Folge hatte.[12]
- Der Eisenbahnunfall von Crush, Texas, war ein am 15. September 1896 für sehr viele Zuschauer inszeniertes Ereignis, bei dem die Missouri-Kansas-Texas Railroad zwei Züge absichtlich frontal zusammenstoßen ließ. Drei Tote waren die Folge.[13]
- Beim Eisenbahnunfall von McDonough stürzte am 23. Juni 1900 ein Zug von einer Brücke. Mindestens 35 Menschen starben.[14]
- Beim Eisenbahnunfall von Nyack am 30. August 1900 kollidierten entlaufene Güterwagen mit einem im Bahnhof Nyack (Rockland County, New York) stehenden Personenzug. 36 Menschen starben.[15]

## 20. Jahrhundert

### 1900–1909

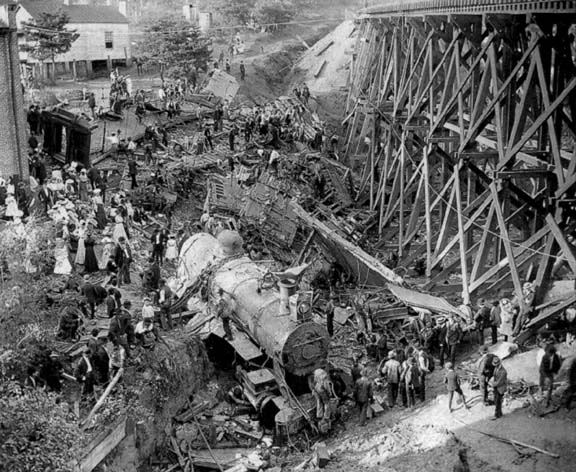
Der Old 97 stürzte in Danville von einer Brücke.

- Der Eisenbahnunfall des Old 97 in Danville ereignete sich am 27. September 1903. Ein Postzug der Southern Railway, der auf der Strecke von Monroe im US-Bundesstaat Virginia nach Spencer in North Carolina verkehrte, verunglückte am Stillhouse Trestle in der Nähe von Danville wegen Bremsversagens. 11 Menschen starben.[16]
- Der Eisenbahnunfall von Connellsville war eine Zugentgleisung am 23. Dezember 1903 in Lower Tyrone Township im Fayette County bei Connellsville, Pennsylvania, die durch verlorenes Ladegut eines Güterzugs verursacht wurde, in die ein Personenzug, der Duquesne Limited, hinein fuhr. 64 Menschen starben, 68 wurden verletzt.[17]
- Der Eisenbahnunfall von Eden am 7. August 1904 wurde durch eine unter einem Zug weggespülte Brücke verursacht. 111 Menschen kamen dabei ums Leben.[18]

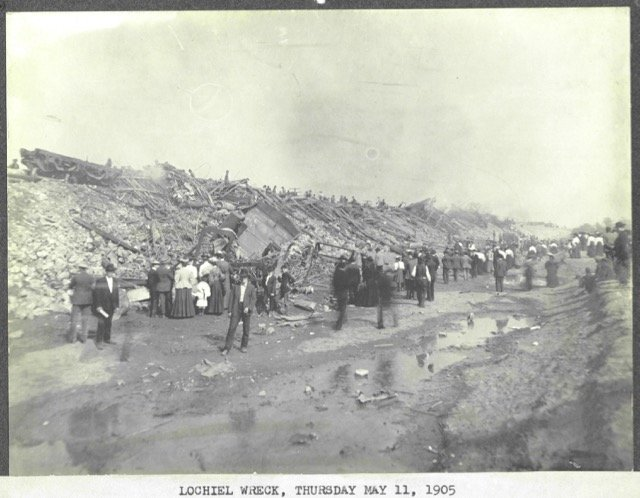
Beim Unfall von Harrisburg explodierten 2,5 Tonnen Dynamit.

- Beim Eisenbahnunfall von Warrensburg stieß bei Warrensburg, Missouri, am 10. Oktober 1904 ein Güterzug frontal mit einem in der Gegenrichtung verkehrenden Personenzug zusammen. 29 Menschen starben.[19]
- Der Eisenbahnunfall von New Market war ein Frontalzusammenstoß zweier Züge der Southern Railway bei New Market, Tennessee, am 24. September 1904. Mindestens 56 Tote und 106 Verletzte waren die Folge.[20]

- Beim Eisenbahnunfall von Harrisburg am 11. Mai 1905 bei Harrisburg, Pennsylvania, explodierte auf einer Strecke der Pennsylvania Railroad nach einer Entgleisung Gefahrgut, wodurch 23 Menschen starben.[21]
- Der Eisenbahnunfall von Florence war der Frontalzusammenstoß zweier Züge am 16. März 1906 auf einer eingleisigen Strecke der Denver and Rio Grande Railroad zwischen Florence, Colorado, und Adobe. 34 Menschen starben.[22]
- Beim Eisenbahnunfall von Atlantic City 1906 entgleiste am 28. Oktober 1906 ein Zug auf einer Zugbrücke in Atlantic City, New Jersey, aufgrund eines technischen Fehlers an der Brücke. Der Zug stürzte von der Brücke. 53 Menschen ertranken.[23]
- Beim Eisenbahnunfall von Woodville stieß bei Woodville, Indiana, am 12. November 1906 ein Güterzug frontal mit einem in der Gegenrichtung verkehrenden Personenzug zusammen. 43 Menschen starben.[24]
- Der Eisenbahnunfall von Terra Cotta, Washington, D.C., war ein Auffahrunfall am 30. Dezember 1906 aufgrund schlechter Sicht, eines überfahrenen, „Halt“ gebietenden Signals und übermüdeten Personals. 53 Tote waren die Folge.[25]
- Beim Eisenbahnunfall von Volland am 2. Januar 1907 starben 31 Menschen beim Zusammenstoß zweier Züge der Chicago, Rock Island and Pacific Railroad in Volland, Kansas.[26]
- Beim Eisenbahnunfall in der Bronx entgleiste am 16. Februar 1907, drei Tage nach Einführung der elektrischen Traktion, ein von zwei Elektrolokomotiven gezogener Schnellzug der New York Central Railroad in der Bronx, New York City. 23 Menschen starben.[27]
- Der Eisenbahnunfall von Salem war ein Frontalzusammenstoß zweier Züge am 20. Juli 1907 bei Salem, Michigan, bei dem 30 Menschen starben.[28]
- Beim Eisenbahnunfall von Canaan führte eine unzutreffend übermittelte Information am 15. September 1907 bei Canaan, New Hampshire, zum Frontalzusammenstoß eines Güterzuges mit einem Personenzug. 26 Menschen starben.[29]
- Beim Eisenbahnunfall von Metz stürzte am 14. Oktober 1908 bei Metz, Michigan, ein Zug von einer beschädigten Brücke in einen Kanal. 35 Menschen starben.[30]
- Beim Eisenbahnunfall von Wellington starben am 1. März 1910 durch einen Lawinenabgang 96 Menschen in zwei Zügen im Bahnhof von Wellington (Washington), Washington, in den Cascade Mountains.[31]

### 1910–1919

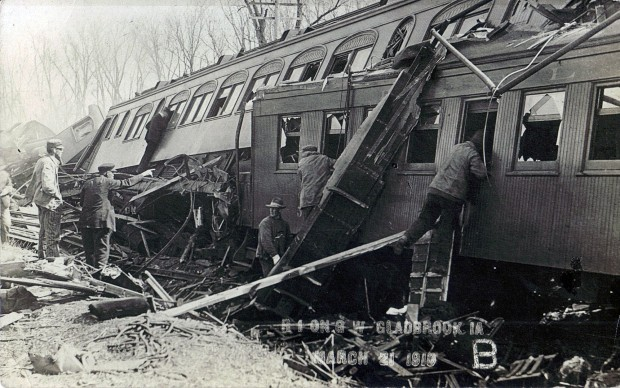
Beim Eisenbahnunfall von Spring Creek Township zertrümmerte ein Wagen in Stahlbauweise zwei Wagen mit Holzaufbauten, die den Reisenden nur wenig Schutz boten.

- Beim Eisenbahnunfall von Spring Creek Township entgleiste am 21. März 1910 ein Zug südwestlich des gleichnamigen Ortes in Tama County, Iowa, zwischen den Bahnhöfen von Green Mountain und Gladbrook. Dabei kamen 52 Menschen ums Leben.[32]

- Beim Eisenbahnunfall von Manchester (NY) entgleiste am 25. August 1911 ein Zug auf einer Brücke bei Manchester, New York. 28 Menschen starben.[33]
- am 18. März 1912 zerknallt in Hauptwerkstatt der South Pacific Eisenbahngesellschaft in San Antonia (Texas) in Folge grober Fahrlässigkeit der Kessel einer Lokomotive (26 Tote, über 30 Verletzte, hoher Sachschaden)
- Der Eisenbahnunfall von Corning war ein Auffahrunfall, der sich am 4. Juli 1912 bei Corning, New York, ereignete. 39 Menschen starben.[34]
- Der Eisenbahnunfall von Wallingford am 2. September 1913 war ein Auffahrunfall bei Wallingford, Connecticut, USA, auf einer dicht belegten Strecke der New York, New Haven and Hartford Railroad nach New York City. 26 Menschen starben.[35]
- Beim Eisenbahnunfall von Tipton Ford stieß am 5. August 1914 ein Triebwagen mit einem entgegenkommenden Zug bei Tipton Ford, Missouri, zusammen. 47 Menschen starben.[36]
- Beim Straßenbahnunfall auf der Summer Street Bridge in Boston, Massachusetts, stürzte am 7. November 1916 eine stark besetzte Straßenbahn in den Fort Point Channel, wobei etwa 50 Fahrgäste ums Leben kamen – die Angaben variieren je nach Quelle zwischen 47 und 52 Toten. Dies war einer der schwersten Straßenbahnunfälle weltweit.[37]
- Beim Eisenbahnunfall von Shepherdsville fuhr am 20. Dezember 1917 ein Schnellzug in das Ende eines Lokalzugs, der es nicht mehr rechtzeitig geschafft hatte, im Bahnhof von Shepherdsville, Kentucky, in ein Überholungsgleis auszuweichen. Mindestens 49 Menschen starben.[38]
- Der Eisenbahnunfall von Hammond war ein Auffahrunfall am 22. Juni 1918 in der Nähe von Hammond, Indiana, verursacht durch einen eingeschlafenen Lokomotivführer. 86 Tote und 127 Verletzte waren die Folge.[39]

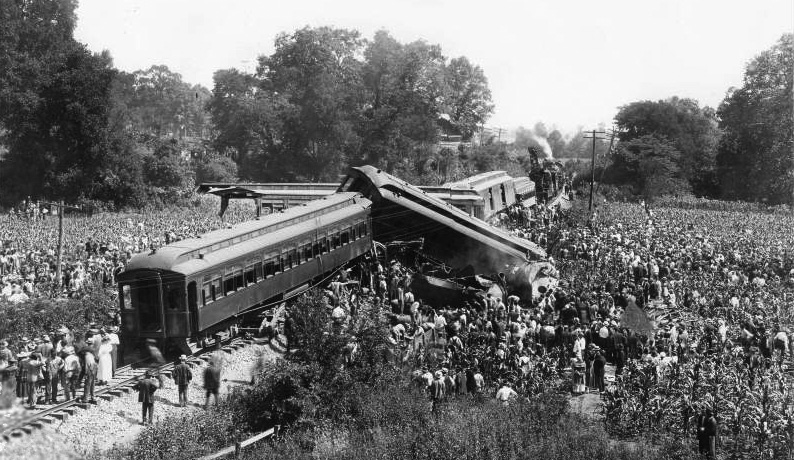
Frontalkollision bei Nashville

- Der Eisenbahnunfall von Nashville war ein Frontalzusammenstoß zweier Züge am 9. Juli 1918 bei Nashville, Tennessee. 101 Menschen kamen ums Leben, 171 wurden verletzt.[40]
- Beim Eisenbahnunfall von Malbone Street, heute: U-Bahnhof Prospect Park der New Yorker U-Bahn in Flatbush, Brooklyn, entgleiste aufgrund überhöhter Geschwindigkeit am 1. November 1918[41] ein Zug der Brooklyn Rapid Transit Company (BRT), von der Franklin Avenue kommend, in einem engen Bogen. Mindestens 93 Menschen kamen ums Leben, über 100 weitere wurden verletzt.[42]
- Beim Eisenbahnunfall von Benson stießen am 20. Dezember 1919 ein in östlicher Richtung fahrender Güterzug und ein in der entgegengesetzten Richtung verkehrender Personenzug bei Benson, Maine, frontal zusammen. 23 Menschen starben, 35 wurden verletzt.[43]

### 1920–1939
- Beim Eisenbahnunfall von Porter stießen am 27. Februar 1921 bei Porter, Indiana, auf der niveaugleichen Kreuzung zweier Eisenbahnstrecken zwei Personenzüge zusammen. 37 Menschen starben.[44]
- Beim Eisenbahnunfall von Sulphur Springs fuhr am 5. August 1922 bei Sulphur Springs, Missouri, ein Schnellzug auf einen stehenden Personenzug auf. 34 Menschen starben.[45]
- Beim Eisenbahnunfall von Lockett stürzte am 27. September 1923 eine Brücke bei Lockett, Wyoming, ein und riss einen Zug mit, der sie gerade befuhr. 31 Menschen starben.[46]
- Beim Eisenbahnunfall von Hackettstown entgleiste am 16. Juni 1925 ein Zug bei Hackettstown, New Jersey. 45 Menschen starben.[47]

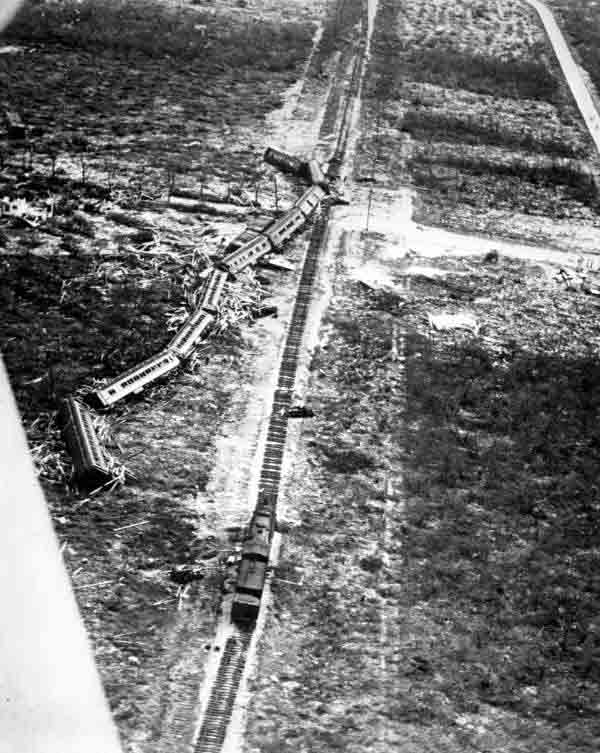
Durch Hurrikan entgleister Zug bei Islamorada

- Der Eisenbahnunfall von Islamorada war die durch einen Hurrikan verursachte Entgleisung eines Zuges der Florida East Coast Railway bei Islamorada am 2. September 1935.[48]
- Der Eisenbahnunfall von Miles City wurde am 19. Juni 1938 durch den Einsturz einer Brücke bei Miles City, Montana, verursacht. Mindestens 47 Menschen starben.[49]
- Beim Eisenbahnunfall von Harney entgleiste am 12. August 1939 – nach der offiziellen Darstellung nach einem Sabotageakt – der Fernzug City of San Francisco in der Nähe von Harney, Nevada. 24 Menschen starben.[50]

### 1940–1959
- Beim Eisenbahnunfall von Little Falls am 19. April 1940 entgleiste ein Fernzug der New York Central Railroad bei Little Falls, New York. 30 Menschen starben.[51]
- Beim Eisenbahnunfall von Cuyahoga Falls kollidierten am 31. Juli 1940 ein Triebwagen und ein Güterzug bei Cuyahoga Falls, Ohio, frontal. 43 Menschen starben.[52]
- Beim Eisenbahnunfall von Wayland stießen am 30. August 1943 in Wayland, New York, ein Fernzug und ein Güterzug zusammen. 27 Menschen starben.[53]
- Der Eisenbahnunfall bei Frankford Junction wurde von einem erhitzten Achslager eines Personenwagens des Congressional Limited, des „Flaggschiffs“ der Pennsylvania Railroad, am 6. September 1943 bei Frankford Junction im Stadtteil Kensington von Philadelphia, Pennsylvania, verursacht. 79 Menschen starben, über 117 wurden verletzt, einige davon schwer.[54]
- Der Eisenbahnunfall von Rennert war eine Entgleisung mit anschließendem Zusammenstoß am 16. Dezember 1943 bei Rennert im US-Bundesstaat North Carolina. Mindestens 72 Menschen starben, 187 Personen wurden verletzt.[55]
- Der Eisenbahnunfall von Terre Haute ereignete sich am 14. September 1944 in der Nähe von Terre Haute, Indiana. Auf einem eingleisigen Streckenabschnitt kam es zum Frontalzusammenstoß zweier Züge. 29 Menschen starben, weitere 42 wurden verletzt.[56]
- Beim Eisenbahnunfall von Stockton entgleiste am 4. August 1944 bei Stockton, Georgia, ein Personenzug; die entgleisten Wagen trafen einen wartenden Güterzug, der in der Gegenrichtung verkehrte. 47 Menschen starben.[57]
- Der Eisenbahnunfall von Bagley war der Auffahrunfall zweier Züge am 31. Dezember 1944 etwa 27 km westlich von Ogden, Utah, bei der Betriebsstelle Bagley. 50 Menschen starben.[58]
- Der Eisenbahnunfall von Michigan City war ein Auffahrunfall der beiden Zugteile des Empire Builder am 9. August 1945 in Michigan City, North Dakota. 34 Menschen starben.[59]
- Der Eisenbahnunfall von Naperville war ein Auffahrunfall auf der Chicago, Burlington and Quincy Railroad am 25. April 1946 bei Naperville, Illinois, bei dem etwa 45 Menschen starben.[60]
- Beim Eisenbahnunfall von Gallitzin entgleiste am 18. Februar 1947 wegen überhöhter Geschwindigkeit der von zwei Dampflokomotiven gezogene Red Arrow Express der Pennsylvania Railroad. Keine der beiden Lokomotiven war mit einem Tachometer ausgerüstet. 24 Menschen starben.[61]
- Beim Eisenbahnunfall von Rockville Centre stießen am 17. Februar 1950 bei Rockville Centre, New York, zwei Züge zusammen. 31 Menschen starben.[62]
- Der Eisenbahnunfall von Coshocton war ein Auffahrunfall eines Schnellzugs auf einen Sonderzug am 11. September 1950 in West Lafayette bei Coshocton, Ohio. 33 Menschen starben.[63]
- Der Eisenbahnunfall von Kew Gardens war ein Auffahrunfall am 22. November 1950 auf der Hauptstrecke der Long Island Rail Road in New York City zwischen den Bahnhöfen Kew Gardens und Jamaica Station in Queens. 78 Menschen starben, 363 wurden verletzt.[64]
- Beim Eisenbahnunfall von Woodbridge entgleiste ein voll besetzter Pendlerzug am 6. Februar 1951 in einer Baustelle in der Gemeinde Woodbridge, New Jersey. 85 Tote und etwa 500 Verletzte waren die Folge. Dies war das drittschwerste Zugunglück in den Vereinigten Staaten.[65]
- Beim Eisenbahnunfall von Evanston am 12. November 1951 bei Evanston, Wyoming kollidierten zwei ostwärts fahrende Fernzüge in einem Schneesturm: ein City of Los Angeles und ein City of San Francisco. 26 Menschen starben, 200 wurden verletzt.[66]
- Der Eisenbahnunfall in der Washington Union Station am 15. Januar 1953 war ein Bremsversagen mit anschließendem Überfahren des Prellbocks durch die Lokomotive. Der Unfall forderte keine Opfer, es entstand jedoch großer Sachschaden.[67]
- Am Eisenbahnunfall von Conneaut, der sich am 27. März 1953 in Conneaut, Ohio, ereignete, waren drei Züge beteiligt. 21 Menschen starben.[68]
- Beim Eisenbahnunfall von Los Angeles am 22. Januar 1956 entgleiste sechs Kilometer vor der Los Angeles Union Station ein Dieseltriebwagen mit 110 km/h in einer Kurve, die für nur 25 km/h zugelassen war. Ursache war vermutlich ein Blackout des Triebfahrzeugführers aufgrund einer zuvor nicht erkannten Epilepsie. 30 Menschen starben.[69]
- Der Eisenbahnunfall von Robinson war ein Frontalzusammenstoß zweier Fernverkehrszüge der Atchison, Topeka and Santa Fe Railway am 5. September 1956 bei Robinson, New Mexico. 20 Menschen starben.[70]
- Beim Eisenbahnunfall an der Newark Bay, New Jersey, stürzte am 15. September 1958 der vordere Teil eines Vorortzuges von einer hochgezogenen Hubbrücke, der Newark Bay Bridge, in die Newark Bay. Dabei starben 48 Menschen.[71]

### 1960–1999

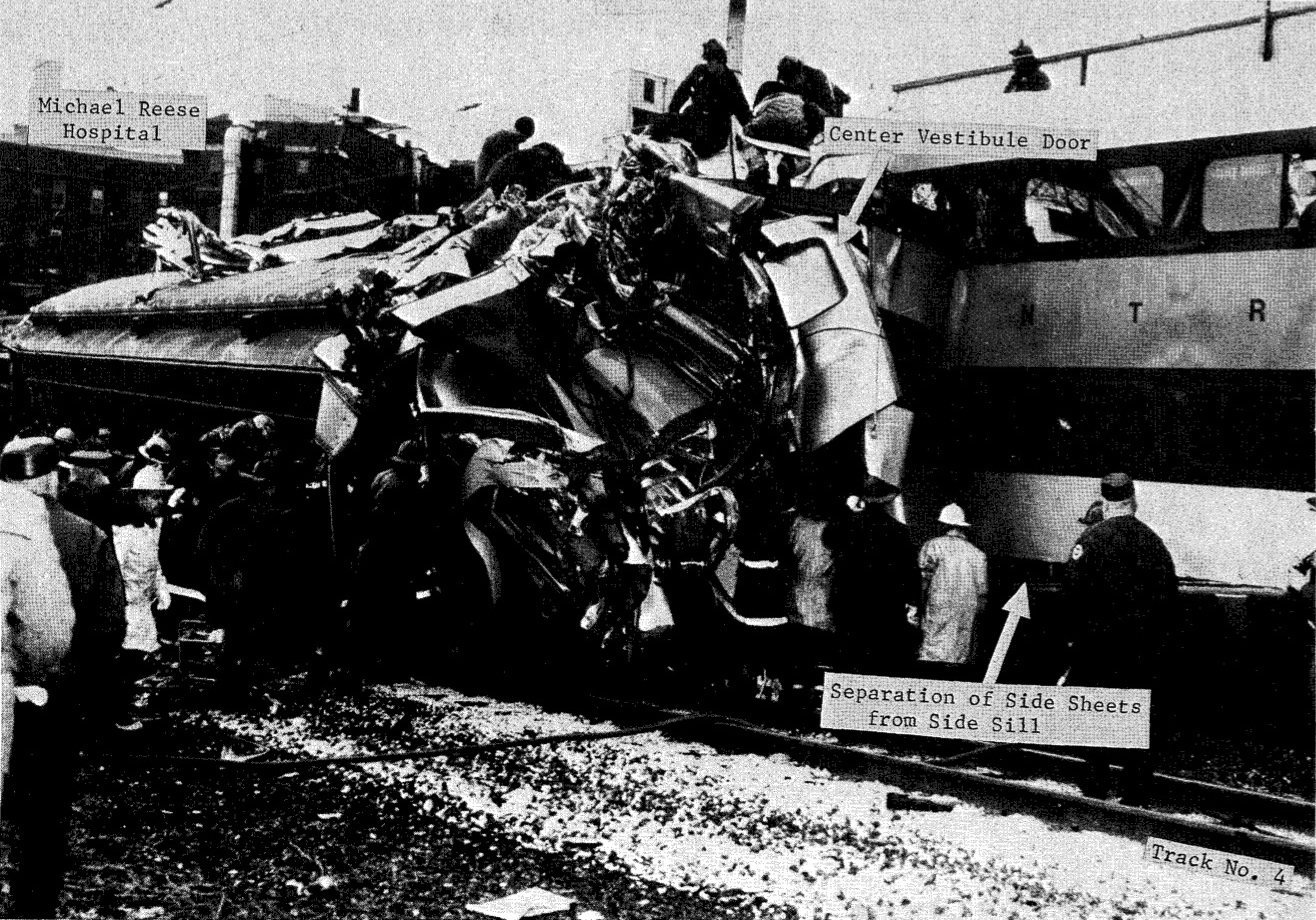
Auffahrunfall von Chicago

- Der Eisenbahnunfall von Chicago war ein Auffahrunfall zweier Personenzüge im Bahnhof 27th Street in Chicago, Illinois, am 30. Oktober 1972. Dabei kamen 45 Menschen ums Leben, 330 wurden verletzt.[72]
- Der Eisenbahnunfall von Murdock endete in einer Explosionskatastrophe. Auslöser war die Entgleisung eines Güterzugs, der Alkane transportierte, am 2. September 1983 bei der kleinen Ortschaft Murdock, Illinois. Durch glückliche Umstände kam es zwar nur zu Sachschaden, bekannt aber wurde das Ereignis vor allem dadurch, dass sehr früh Medienvertreter vor Ort waren, beide Explosionen auch auf Video dokumentierten und der Unfall so in Nachrichten- und Fernsehsendungen in aller Welt gezeigt wurde.[73]
- Am 8. Juli 1986 kam es zum Eisenbahnunfall von Miamisburg, bei dem durch giftige Gase etwa 410 Personen verletzt und rund 25.000 Einwohner von Miamisburg und umliegenden Orten evakuiert werden mussten.
- Der Eisenbahnunfall bei Chase war der Auffahrunfall eines Personenzuges auf einen Lokzug am 4. Januar 1987 auf dem Nordostkorridor der USA in der Nähe der Ortschaft Chase im östlichen Baltimore County von Maryland. 16 Menschen starben.[74]
- Der Eisenbahnunfall von San Bernardino am 12. Mai 1989 ereignete sich, nachdem ein Güterzug in einem Gefälle außer Kontrolle geriet und in einem Wohngebiet mit weit überhöhter Geschwindigkeit entgleiste. Dabei starben 4 Menschen. Zwei weitere Menschen starben, als im Zuge der Aufräumarbeiten eine Benzin-Pipeline beschädigt wurde und explodierte.[75]
- Der Eisenbahnunfall am Big Bayou Canot am 22. September 1993 bei Mobile (Alabama) war der schwerste Eisenbahnunfall in der Geschichte der US-amerikanischen Personenverkehrsgesellschaft Amtrak. 42 Reisende und fünf Zugbegleiter starben.[76]
- Der Eisenbahnunfall von Weyauwega war ein Großschadensereignis nach der Entgleisung eines Güterzuges am Morgen des 4. März 1996 in Weyauwega, Wisconsin, der Gefahrgut geladen hatte. Der dadurch verursachte Brand konnte erst nach 16 Tagen gelöscht werden.

## 21. Jahrhundert

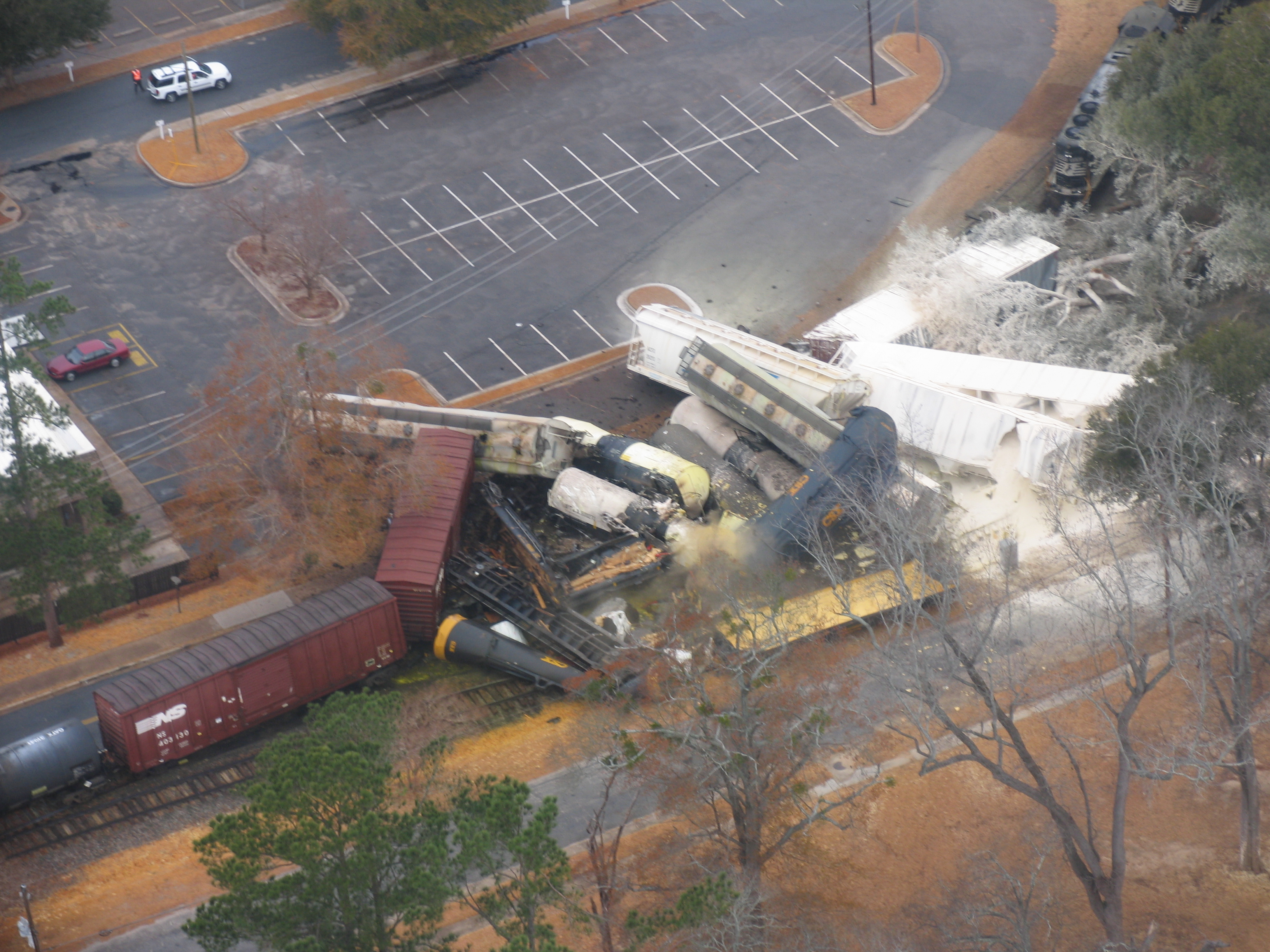
Eisenbahnunfall von Graniteville

- Der Eisenbahnunfall von Minot war die Entgleisung eines Güterzuges bei Minot, North Dakota, am 18. Januar 2002, bei der in großer Menge giftiges Ammoniak freigesetzt wurde. Dabei starb ein Anwohner, 11 Menschen wurden schwer, 322 leicht verletzt.[77]
- Der Eisenbahnunfall von Graniteville am 6. Januar 2005 in der US-amerikanischen Stadt Graniteville, South Carolina war ein Auffahrunfall zweier Güterzüge. 10 Menschen starben, 250 wurden verletzt.
- Beim Eisenbahnunfall von Boomer Bottom entgleisten am 16. Februar 2015 bei Boomer Bottom, Mount Carbon, Fayette County, West Virginia, Wagen eines Güterzugs, die Rohöl transportierten, und gerieten teilweise in Brand. Eine Person wurde verletzt; es entstand hoher Sachschaden.[78]
- Der Eisenbahnunfall von Port Richmond ereignete sich am 12. Mai 2015 in Port Richmond, einem Stadtteil von Philadelphia, wo der Lokführer aufgrund überhöhter Geschwindigkeit in einen Linksbogen einfuhr und der Zug entgleiste. Acht Menschen starben.[79]
- Der Eisenbahnunfall von Chester ereignete sich am 3. April 2016 in Chester (Pennsylvania) auf einer Schnellfahrstrecke zwischen Washington, D.C. und Philadelphia. Dabei kollidierte ein Hochgeschwindigkeitszug mit der Schaufel eines Baggers, der auf der Strecke für Instandhaltungsarbeiten an den Schwellen genutzt wurde. Die beiden Gleisarbeiter starben sofort, 41 Zuginsassen wurden wegen Verletzungen in ein Krankenhaus gebracht.[80]
- Der Eisenbahnunfall von DuPont ereignete sich am 18. Dezember 2017 im Bundesstaat Washington als ein Zug vor einer Brücke liegenden Gleisbogen mit stark überhöhter Geschwindigkeit befuhr und deshalb aus dem Bogen getragen, bis auf die am Zugschluss laufende, zweite Lokomotive entgleiste und ein Teil der Eisenbahnfahrzeuge auf die Autobahn stürzte, wo sie mit fünf Pkw und zwei Lkw kollidierten. Drei Menschen starben, mehr als 100 wurden verletzt.[81]
- Am 25. September 2021 entgleiste ein westwärts fahrender „Empire Builder“, ein Zug, der von Chicago Richtung Portland und Seattle unterwegs war, in der Nähe der Ortschaft Joplin im Norden Montanas. Im Zug befanden sich 146 Reisende und 16 Besatzungsmitglieder. Der Zug war mit zwei Lokomotiven, einem Gepäckwagen und neun doppelstöckigen Personenwagen unterwegs. Sieben Wagen entgleisten, vier kippten um oder überschlugen sich. Es gab drei Todesopfer und 50 Verletzte.[82]
- Am 27. Juni 2022 entgleiste der Southwest Chief auf der Fahrt nach Chicago bei Menton, Missouri, als er auf einem unbeschrankten Bahnübergang mit einem Muldenkipper zusammenstieß. Bei dem Unfall entgleisten die beiden führenden Lokomotiven und alle acht Wagen. Vier Menschen starben, drei Fahrgäste und der Fahrer des Lkw.[83]
- Beim Eisenbahnunfall von East Palestine am 3. Februar 2023 entgleiste ein u. a. mit Gefahrgut beladener Güterzug und fing Feuer. Kontrolliertes Abbrennen geladener Chemikalien[84] führte zur Freisetzung hochgiftigen Phosgens.
- Beim Eisenbahnunfall von Pecos am 18. Dezember 2024 in Pecos, Texas, kollidierte ein Güterzug mit einem Sattelzug und entgleiste. 2 Menschen kamen ums Leben.[85]